# 防空基幹船

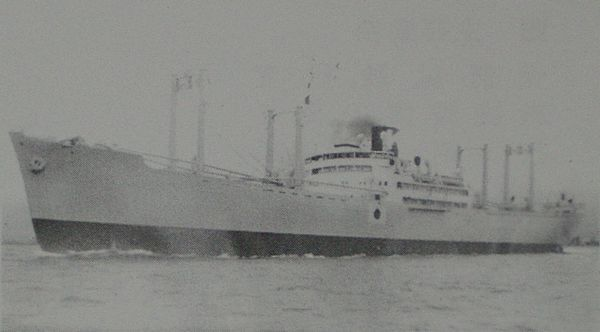
防空基幹船の1隻として改装された「宏川丸」の商船状態の姿。

防空基幹船（ぼうくうきかんせん）または略して防空船（ぼうくうせん）とは、日本陸軍が護送船団を航空機から防衛するために対空兵器を集中配備した軍隊輸送船のことである。
太平洋戦争開戦時に8隻が準備されたが、武装を他の船に移したり、防空基幹船と呼称されないまま武装強化された船が増えたりして、大戦中期までには一般の輸送船と区別されなくなった。

## 沿革
太平洋戦争時の日本では、陸軍が軍隊輸送船などとして徴用した商船の自衛武装は、海軍ではなく陸軍が担当することになっていた。そのため、日本陸軍は、陸軍徴用船に乗船して自衛火器を操作する部隊として開戦時点で2個の船舶高射砲連隊を編成し、計440門の火砲を配備していた。しかし、装備火砲のうち航空機に対抗するための高射砲は48門しかなく、南方作戦での上陸戦時に予想される連合国軍の空襲に対して、十分な防御力があるとは言えなかった。そこで、考案されたのが、対空火器を一部の輸送船に集中配備して他の輸送船を護衛させるという戦術で、この重武装船を防空基幹船と呼称することにした。
太平洋戦争勃発4か月前の1941年（昭和16年）8月9日、日本陸軍は、陸軍省保有の「神州丸」を含む8隻の輸送船を防空基幹船として武装させるよう指示した。選ばれたのは優秀船が中心であるが、「ありぞな丸」のような旧式船も混じっており、分散使用を前提に同型船の無い船が選ばれる傾向もあった。標準武装は船首と船尾に八八式七糎野戦高射砲を1組ずつ4門、九八式二十粍高射機関砲を船首と船尾に1組ずつ4門・船橋後方に両舷3門ずつ、船首に三八式野砲1門とされたが、実際の武装は後掲の表のように異なっていたとみられる。八八式七糎野戦高射砲は、支給弾薬の種類から、水平射撃も可能な要塞配備用の「マル特」と呼ばれる仕様であったと推定される。陸軍による船舶への武装は、海軍の軍艦のように固定的なものではなく、船舶高射砲連隊から分遣された船砲隊が臨時に布陣する流動的な方式だった。そのため、砲座などの設備も木材などでできた簡易なものであった。防空基幹船の場合も同様で、戦況に応じて他船に武装を移動した例がある。
太平洋戦争が始まると、防空基幹船はマレー作戦およびフィリピン攻略作戦の上陸作戦に投入された。そのうち「佐倉丸」はイギリス空軍の空襲を受けて応戦したが、輸送船「淡路山丸」を守り切れず、自身も被爆損傷している。
最初の上陸作戦を終えた後の防空基幹船は、必ずしも上陸戦に投入されたわけでもなく、分散使用された。防空基幹船（防空船）という呼称も、遅くとも南方作戦終了までには用いられなくなったと考えられる。ただし、蘭印作戦でのジャワ島上陸時（1942年3月）には、緒戦で空襲による被害が続出した戦訓をふまえ、実質的に防空基幹船に相当する高射砲6門装備の輸送船2隻とこれに準ずる高射砲4門装備船7隻が追加されている。1942年8月以降のガダルカナル島の戦いでは強行輸送船団の陸軍輸送船全てに2-8門の高射砲が装備されており、特定船への集中配備という戦術は消えていた。

## 防空基幹船一覧
| 船名       | 総トン数 | 船主     | 武装                          | 開戦時の配船先                         |
| ---------- | -------- | -------- | ----------------------------- | -------------------------------------- |
| 神州丸     | 8160トン | 陸軍省   | 高射砲6門、機関砲4門、野砲1門 | マレー作戦（シンゴラ）                 |
| 熱田山丸   | 8663トン | 三井船舶 | 高射砲6門、機関砲8門          | マレー作戦（シンゴラ）                 |
| 宏川丸     | 6872トン | 川崎汽船 | 高射砲6門、機関砲4門          | マレー作戦（パタニ）                   |
| 佐渡丸     | 9246トン | 日本郵船 | 高射砲6門、機関砲8門          | マレー作戦（シンゴラ）                 |
| ありぞな丸 | 9683トン | 大阪商船 | 高射砲6門、機関砲10門         | フィリピンの戦い（アパリ）             |
| 善洋丸     | 6441トン | 東洋汽船 | 高射砲6門、機関砲10門         | マレー作戦（ナコーンシータンマラート） |
| 佐倉丸     | 9246トン | 日本郵船 | 高射砲6門、機関砲8門          | マレー作戦（コタバル）                 |
| 靖川丸     | 6738トン | 川崎汽船 | 高射砲6門、機関砲8門          | フィリピンの戦い（レガスピ）           |